# Republik Litauen (1918-1940)
Die Republik Litauen, auch Erste Republik Litauen, entstand durch den Akt der Unabhängigkeitserklärung von 1918 und existierte bis zur sowjetischen Annexion 1940. Der litauische Staat erlangte nach mehreren Jahrhunderten erstmals seit der Zeit des Großherzogtum Litauens im 14. Jahrhundert die vollständige Unabhängigkeit.
Nach dem Ende der russischen Herrschaft infolge des Ersten Weltkrieges erklärte Litauen am 16. Februar 1918 seine Unabhängigkeit, die im selben Jahr durch die Anerkennung der internationalen Gemeinschaft bestätigt wurde. Die Republik war geprägt von politischen Reformen, wirtschaftlichem Aufbau und der Konsolidierung eines nationalen Identitätsgefühls. Im Zuge der aufkommenden politischen Instabilität und des zunehmenden Einflusses der Sowjetunion wurde die Unabhängigkeit im Juni 1940 im Zuge der sowjetischen Besetzung aufgehoben.

## Vorgeschichte
→ Hauptartikel: Geschichte Litauens
Das Gebiet auf dem sich das heutige Litauen befindet sowie das der Ersten Republik Litauen kam größtenteils 1795 nach der dritten und endgültigen Teilung des polnisch-litauischen Staatsgebietes zum Russischen Kaiserreich. Kleinere Teile westlich der Memel kamen zur neu entstandenen preußischen Provinz Neuostpreußen, die 1807 im Frieden von Tilsit dem napoleonischen Herzogtum Warschau zugeschlagen wurden. 1815 stellte der Wiener Kongress die polnische Monarchie wieder her. Zar Alexander I. wurde in Personalunion König von Polen, womit auch diese Teile dem russischen Imperium einverleibt wurden.
Infolge des 1863 niedergeschlagenen Januaraufstands kam es in den polnischen und litauischen Gebieten zu einer verstärkten Russifizierungspolitik, die sich auch auf das im 19. Jahrhundert entstehende Nationalbewusstsein der Litauer auswirkte.
Im Ersten Weltkrieg besetzte das Deutsche Kaiserreich 1915 die litauischen Gebiete und fasste sie unter der Führung des Generals Erich Ludendorff zu der Verwaltungseinheit Ober Ost zusammen. Gegen Ende des Ersten Weltkrieges wurde die formale Selbständigkeit Litauens, praktisch aber als Satellit des Deutschen Reiches, als Königreich unter Mindaugas II., dem deutschen Adligen Wilhelm Karl von Urach, angestrebt. Am 11. Dezember 1917 erklärte die Lietuvos Taryba die Wiederherstellung des „unabhängigen“ Staates Litauen mit der Hauptstadt Vilnius und mit Bindung an das Deutsche Reich. Da Deutschland die Anerkennung hinauszögerte, verkündete die Taryba am 16. Februar 1918 erneut die Unabhängigkeit Litauens ohne jegliche Verbindungen zu anderen Staaten.

## Geschichte

### Proklamation der Unabhängigkeit
Nach der Unabhängigkeitserklärung Litauens am 16. Februar 1918, war das Land jedoch noch zu dieser Zeit militärisch von Deutschland besetzt, erst gegen Ende des Jahres 1918 war Litauen in der Lage eigenständig zu handeln. Die Unterzeichnung des Waffenstillstands von Compiègne, mit dem der Erste Weltkrieg endete, fiel mit dem Beginn des langen Prozesses des Rückzugs der deutschen Truppen aus dem Baltikum zusammen; Dies ermöglichte es Estland, Lettland und Litauen, nicht länger sich der Fremdherrschaft zu unterwerfen und sich zu souveränen Staaten zu erklären.

### Grenzentwicklung und Grenzstreitigkeiten
Nach der Unabhängigkeitserklärung Litauens im Jahr 1918 sah sich die junge Republik mit einer Vielzahl von Grenzkonflikten konfrontiert, die die Stabilität und den territorialen Bestand des Staates erheblich beeinflussen sollten. Die wichtigsten Streitpunkte lagen im Osten und Südosten des Landes, insbesondere im Gebiet um Vilnius, die sogenannte „Wilnafrage“, sowie im südlichen Grenzraum zu Polen und zur Weißrussischen SSR (Sowjetunion).

#### Litauisch-Sowjetischer Krieg
→ Hauptartikel: Litauisch-Sowjetischer Krieg

Frontverlauf im Litauisch-Sowjetischen Krieg

Die Lage im Osten verschärfte sich nach dem Abzug der deutschen Streitkräften im Zuge des Ersten Weltkrieges sowie durch die sich ausbildenden sowjetischen Machtansprüche, die ihre, durch den Vertrag von Brest-Litowsk abgetrennten Gebiete, zurückforderten. Die Bolschewistische Regierung in Russland strebte die Ausweitung ihrer Ideologie und ihres Territoriums nach Westen an, was zu direkten militärischen Konflikten mit den neu gegründeten Staaten, darunter Litauen, führte. Im November 1918 begann die Rote Armee mit Offensivoperationen gegen die baltischen Staaten, um deren Unabhängigkeit zu unterminieren und sowjetisches Territorium zu sichern.
Der litauisch-sowjetische Krieg begann am 12. Dezember 1918 als Teil der sowjetischen Westoffensive. Anfang 1919 kontrollierten sowjetische Truppen etwa zwei Drittel Litauens, wurden aber im Februar durch litauische und deutsche Freiwillige gestoppt. Der Krieg verlief parallel zum Polnisch-Sowjetischen Krieg, wobei Polen territoriale Ansprüche auf Vilnius (polnisch Wilno) erhob. Mitte 1919 startete Litauen unter General Silvestras Žukauskas eine Gegenoffensive, die die Sowjets bis Ende August in die Enge trieb. Nach mehreren Fronten und Verhandlungen wurde am 12. Juli 1920 der Friedensvertrag unterzeichnet, durch den die Sowjetunion die Unabhängigkeit Litauens anerkannte.

#### Litauisch-Polnischer Krieg
→ Hauptartikel: Litauisch-Polnischer Krieg

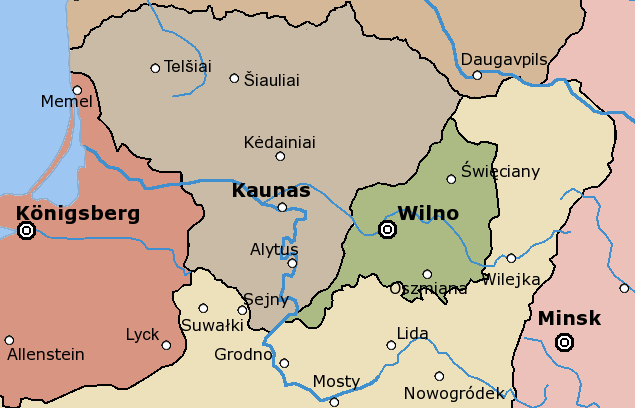
Litauen und das abgetrennte „Wilnaer Gebiet“ vor 1923

Polen hatte im Vertrag von Suwałki am 7. Oktober 1920 auf gemischtsprachige Gebiete rund um Vilnius offiziell verzichtet. Noch vor dem Inkrafttreten des Abkommens wurde es am 9. Oktober durch die überfallartige Einnahme von Vilnius durch Truppen des polnischen Generals Lucjan Żeligowski gebrochen. Polen akzeptierte die im litauisch-russischen Friedensvertrag vom 12. Juli 1920 vereinbarte Übergabe von Vilnius an Litauen und die in Suwałki vereinbarte Demarkationslinie nicht und wollte durch einen militärischen Handstreich vollendete Tatsachen schaffen. Obwohl das polnische Staatsoberhaupt Marschall Piłsudski Żeligowskis Coup ursprünglich als nicht autorisiert bezeichnet hatte, übernahm er später die Verantwortung für diese Aktion. Der Völkerbund verurteilte am 19. Oktober 1920 den Bruch des Abkommens von Suwałki; die litauische Regierung brach die Beziehungen zu Polen ab. Żeligowskis Offensive konnte im November gestoppt werden, jedoch blieb Vilnius (von nun an offiziell Wilno) bis zur Besetzung durch die Sowjetunion im September 1939 in polnischer Hand.
In dieser Folge wurde Kaunas zur „vorübergehenden Hauptstadt“ Litauens erklärt.

#### Annexion des Memellandes

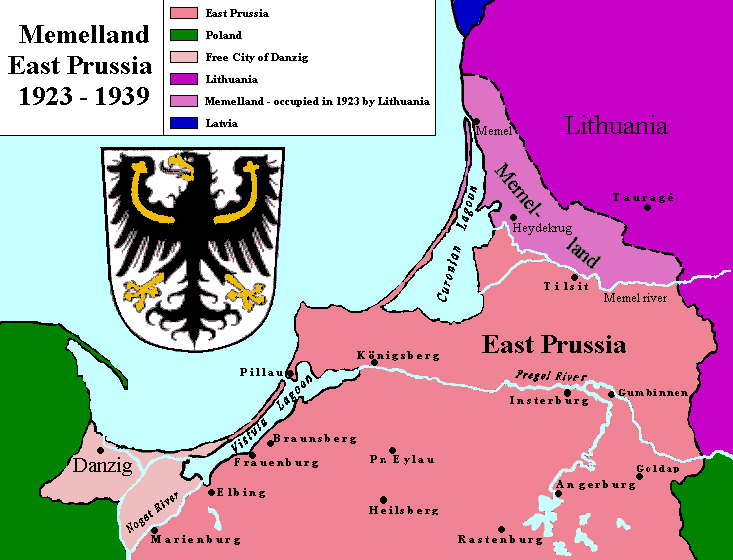
Das Gebiet des Memellandes in den Jahren 1923 bis 1939

Das Memelland  (litauisch Klaipėdos kraštas), im nördlichen Ostpreußen, das Deutschland 1920 nach Artikel 99 des Versailler Vertrags ohne Volksabstimmung an die alliierten Mächte abtreten musste, wurde unter französischer Verwaltung gestellt. Litauen strebte jedoch seit langem die Übernahme dieser Gebiete an, die historisch und kulturell eng mit Litauen verbunden waren. Die Situation verschärfte sich, als im Januar 1923 litauische Truppen das Memelland besetzten, was zu internationalen Spannungen führte. Die deutsche Bevölkerung, die im Gebiet lebte, reagierte mit Protesten und Fluchtbewegungen, während die litauische Regierung die Kontrolle festigte.
Die internationale Gemeinschaft begegnete der Annexion mit gemischten Reaktionen. Der Völkerbund erkannte den Schritt an, nachdem Litauen dem Gebiet Autonomie eingeräumt hatte.
Die Annexion des Memellandes blieb bis 1939 ein umstrittenes Thema und beeinflusste die Beziehungen Litauens zu Deutschland erheblich. Erst im Zuge des deutsch-sowjetischen Nichtangriffspakts und der darauf folgenden Ereignisse wurde das Gebiet 1939 an Deutschland abgetreten.

### Demokratische Periode
Nach drei Verfassungen, die allerdings nicht ratifiziert wurden, wurde die parlamentarische Demokratie durch die Verfassung von 1922 eingeführt. Sie gilt als erste demokratische Verfassung des Landes. Präsident zum Zeitpunkt der Verfassungseinführung war der Christdemokrat Aleksandras Stulginskis, der zunächst komisarisch dann aber gewählt, von 1920 bis 1926 das Amt innehatte. Sein Nachfolger Kazys Grinius wurde bereits nach sechsmonatiger Amtszeit durch einen Militärputsch des ehemaligen Präsidenten Antanas Smetona gestürzt. Dies führte defacto zum Ende der demokratischen Periode.

### Autoritäre Periode
Am 17. Dezember 1926 kam Antanas Smetona durch einen Putsch an die Macht und löste das Parlament auf, um fortan das Land autoritär zu regieren. Er bestimmte Augustinas Voldemaras zum Ministerpräsidenten. Am 15. Mai 1928 wurde unter Umgehung des Parlaments eine neue Verfassung verabschiedet, die dem Präsidenten größere Machtbefugnisse gab. Zu Beginn des Jahres 1929 berichtete die internationale Presse über Massenverhaftungen in Litauen, die sich vor allem gegen Sozialdemokraten richteten. 1929 setzte Smetona Voldemaras ab und setzte den damligen Finanzminister Juozas Tūbelis ins Amt ein. Smetona wurde 1931 und 1938 wiedergewählt und blieb bis zur sowjetischen Okkuptaion am 15. Juni 1940 im Amt.

## Geographie

Die Gebietsentwicklungen der Ersten Republik Litauen

Die Erste Litauische Republik unterschied sich in geographischer Hinsicht geringfügig zum heutigen Litauen. Ebenfalls wie das heutige Litauen lag der damalige Staat im südlichen Baltikum und unterschied sich in seiner Fläche lediglich durch das Wilnaer Gebiet (das von 1920 bis 1939 zu Polen gehörte) und durch das ostpreußische Memelland (das jedoch in den Jahren 1923 bis 1939 Teil der Ersten Republik Litauen war).
Das Land grenzte im Norden an Lettland, im Osten bis 1920 an die sowjetische Weißrussische SSR (erneut ab Oktober 1939 durch die Sowjetische Besetzung Ostpolens), im Süden und ab 1920 auch im Osten an die Zweite Polnische Republik und im Südwesten an das Deutsche Reich (Die Exklave Ostpreußen).